# Une chaumière et un cœur
Pour plus de détails, voir Fiche technique et Distribution.
Une chaumière et un cœur (Skarb) est un film polonais réalisé par Leonard Buczkowski, sorti en 1949.

## Fiche technique
- Titre : Une chaumière et un cœur
- Titre original : Skarb
- Réalisation : Leonard Buczkowski
- Scénario : Roman Niewiarowicz, Ludwik Starski
- Société de Production :
- Musique : Jerzy Harald
- Photographie : Seweryn Kruszyński, Mieczysław Verocsy
- Montage : Joanna Rojewska
- Costumes :
- Pays d'origine : Pologne
- Format :
- Genre :
- Durée : 102 minutes
- Date de sortie : 
  - Pologne : 15 février 1949
  - États-Unis : 28 mars 1951
  - France : 19 décembre 1952

## Distribution
- Jadwiga Chojnacka : Honorata Malikowa
- Wanda Jakubińska : Kowalska, la voisine
- Alina Janowska : Basia
- Danuta Szaflarska : Krysia Różycka-Konar
- Jerzy Duszyński : Witek Konar
- Adolf Dymsza : Alfred Ziółko
- Wacław Jankowski : Cyrjan
- Stanisław Jaworski : Augustyn Halny
- Ludwik Sempoliński : Sass-Gromocki
- Kazimierz Szubert : Leon Brycki
- Feliks Chmurkowski
- Władysław Grabowski